# Bakersfield (Vermont)
Bakersfield város az USA Vermont államában. Lakosainak száma 1273 fő (2020. április 1.).

## Népesség
A település népességének változása:

| 2010 | 1 322 |
| 2020 | 1 273 |